# Сіромаха Сергій Олегович
Сіромаха Сергій Олегович (нар. 31 серпня 1975) — лікар-кардіохірург, доктор медичних наук, з 2004 року — головний лікар Національного інституту серцево-судинної хірургії імені М. М. Амосова АМН України.

## Освіта
1998 року закінчив Національний Медичний Університет ім. О.О.Богомольця.
2013 року отримав ступінь Магістра Державного Управління (Національна академія Державного Управління при Президентові України) 
2024 року отримав наукову ступінь Доктора наук за спеціальністю «Серцево-судинна хірургія»
Проходив стажування за кордоном:
- Центр Здоров’я Польської матері, відділ вроджених вад серця (завідувач – професор Яцек Мол), Лодзь, Польща, 1999 рік, 2003 рік;
- Міжнародна Школа Серця, відділення кардіохірургії Ospidali Riuniti, Бергамо, Італія, 2001-2002 роки; Магістр з кардіохірургії, кардіології та анестезіології
- INSEAD, Франція, Європейська програма з організації охорони здоров’я, 2007 рік.
- SABIT Hospital Administration. USA. 2009
- Singapore cooperation programme. 2010
- Telemedicine cooperation programme USA 2012

## Кар'єра
З 1996 року працює в Національному інституті серцево-судинної хірургії імені М. М. Амосова АМН України.
Кандидат медичних наук, старший науковий співробітник відділення хірургії вроджених вад серця у новонароджених та дітей молодшого віку. З 2004 року обіймає посаду головного лікаря.
4 травня 2019 року Указом Президента України №188/2019 присвоєно почесне звання Заслуженого лікаря України.
Є членом Асоціації серцево-судинних хірургів України та Європейської Асоціації кардіоторакальних хірургів  . Є співавтором 78 наукових праць (зокрема опублікованих у сертифікованих виданнях) та патентів на винахід. Зокрема кандидатська дисертація вченого присвячена хірургічному лікуванню множинних дефектів міжшлуночкової перетинки». Методику було запантентовано. Основні тези дисертації доповідалися на низці наукових конференцій, зокрема низці міжнародних.
В подальшому Сіромаха також неодноразово брав участь у великих національних та міжнародних науково-практичних конференціях, зокрема мав доповіді на національних європейських та світових кардіологічних конгресах.
Науково-практична та лікарська діяльність Сіромахи широко висвітлена у регіональних  та загальнонаціональних ЗМІ .